# Palliduphantes schmitzi
Palliduphantes schmitzi är en spindelart som först beskrevs av Kulczynski 1899.  Palliduphantes schmitzi ingår i släktet Palliduphantes och familjen täckvävarspindlar.
Artens utbredningsområde är Madeira. Inga underarter finns listade i Catalogue of Life.